# Wiglas von Schindel (overhofmester)
 Der er flere personer med dette navn, se Wiglas von Schindel (søofficer).
Wiglas von Schindel (død 16. marts 1695) var dansk overhofmester, far til Charlotte Helene, Heinrich Leopold og Wiglas von Schindel.
Han tilhørte en gammel schlesisk adelsslægt og var vistnok den Wiglas von Schindel, der kort efter enevældens indførelse indfandt sig ved det danske hof for at øve sig i ridderlige idrætter, og som var anbefalet kongen af en tysk greve. 1665 forlod han Danmark og begav sig til Kurpfalz. Senest i sommeren 1690 vendte han tilbage her til, kaldes ejer af godserne Puditsch, Wabnitz og Nauke og indkom da med forslag om at oprette et akademi til uddannelse af unge adelsmænd. Han købte på gunstige vilkår den Schackske Gård på Nytorv, hvor nu Københavns gamle rådhus står, opnåede kongeligt privilegium på akademiet og udnævnelse til overhofmester i november 1690. Dette synes til en begyndelse at have vakt en del modstand blandt publikum. I det første år af akademiets virksomhed ses der at have været opslået pasquiller, møntede på Schindel, men som på kongelig befaling brændtes af bøddelen. Akademiet trak mange elever til sig, væsentlig af fremmed herkomst, men dets indretning var alt for kostbar, og Schindel siges at have tilsat alle sine penge på dette foretagende. Schindel døde allerede 16. marts 1695. Han var gift med Anna Helene baronesse Horn (gravsat 4. juni 1709). Deres afkom forblev her i landet.